# 星余里子
星余里子（日语：ほし よりこ，1974年—），日本女性漫畫家。居住於關西。嵯峨美術短期大學畢業。

## 人物簡介
早年在CATV的網際網路網站「@NetHome」開始連載《今日的貓村小姐》獲得廣大的迴響，2005年7月發行第一本單行本，由Magazine House出版發行。翌年2006年5月15日起在Magazine House的網路帳號「猫村.jp」 （页面存档备份，存于）正式長期連載，至2016年9月為止已發行9冊
除此之外，還有從事接公家廣告機構（今名：AC JAPAN）2006年度全國宣傳活動新聞、雑誌廣告的插圖製作。
2015年，《逢澤理玖》榮獲第19回手塚治虫文化獎漫畫大獎。

## 著書
- 今日的貓村小姐（已發行9冊／2016年9月，Magazine House）格林文化
- （已發行4冊／2017年7月，Magazine House）
- 山與蕎麥（2011年，新潮社）
- 我與我（2014年，Magazine House文庫）
- 逢澤理玖（分上下冊共2冊，2014年，文藝春秋社）新經典文化
- B&D（2015年，Magazine House）

### 插圖
- （接樂團The Kokessies的CD封面插圖繪製／喜多順子名義，1997年）
- （接英國樂團披頭四的CD封面插圖繪製／名義，2002年）
- 小紅帽（1，石井慎二（日语：いしいしんじ）著，2009年，Felissimo出版）
- （酒井順子著，2011年，小學館）
- 。（日Books，糸井重里著，2013年，東京糸井重里事務所）
- （CD封面插圖繪製，2015年，Victor Entertainment）

## 外部連結
- （日語）－星余里子的官方網站。